# 烏利扎伊湖
54°15′10″N 75°6′32″E / 54.25278°N 75.10889°E

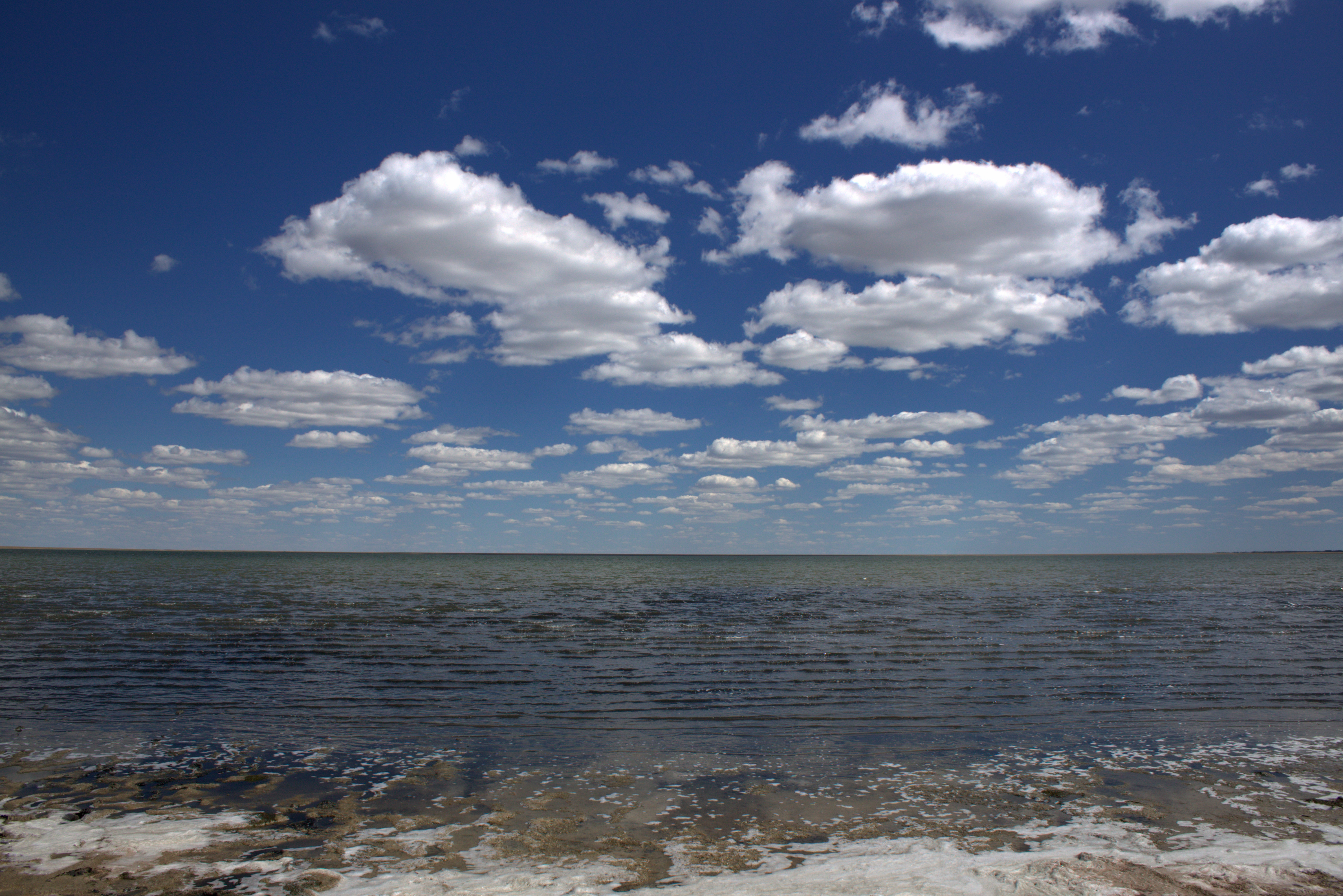

烏利扎伊湖（俄语：Ульжай），是俄羅斯的湖泊，位於該國西南部，由鄂木斯克州負責管轄，處於切爾拉克區，長4.3公里、寬4公里，面積14.5平方公里，海拔高度94米，最大水深1.3米。